# Сент Китс и Невис на Светском првенству у атлетици на отвореном 2011.
Сент Китс и Невис је учествовао на 13. Светском првенству у атлетици на отвореном 2011. одржаном у Тегу од 27. августа до 4. септембра тринаести пут, односно учествовао је на свим првенствима до данас. Репрезентацију Сент Китса и Невиса представљала су 4 такмичара који су се такмичили у 3 дисциплине.,.

На овом првенству Сент Китс и Невис је по броју освојених медаља делио 33. место са 2 освојене медаље (бронзе).

У табели успешности према броју и пласману такмичара који су учествовали у финалним такмичењима (првих 8 такмичара) Сент Китс и Невис је са 2 учесника у финалу делио 28. место са 12 бодова.
| Плас. | Земља             | 1. место | 2. место | 3. место | 4. место | 5. место | 6. место | 7. место | 8. место | Бр. финал. | Бод. |
| ----- | ----------------- | -------- | -------- | -------- | -------- | -------- | -------- | -------- | -------- | ---------- | ---- |
| =28.  | Сент Китс и Невис | 0        | 0        | 2        | 0        | 0        | 0        | 0        | 0        | 2          | 12   |

## Учесници
Мушкарци:
- Ким Колинс — 100 м, 200 м, 4 х 100 м
- Бриџеш Лоренс — 200 м, 4 х 100 м
- Џејсон Роџерс — 4 х 100 м
- Антоан Адамс — 4 х 100 м

## Резултати

### Мушкарци
| Атлетичар                                                         | Дисциплина | Лични рекорд | Квалификације | Квалификације | Полуфинале           | Полуфинале           | Финале               | Финале       | Детаљи |
| Атлетичар                                                         | Дисциплина | Лични рекорд | Резултат      | Место         | Резултат             | Место                | Резултат             | Место        | Детаљи |
| ----------------------------------------------------------------- | ---------- | ------------ | ------------- | ------------- | -------------------- | -------------------- | -------------------- | ------------ | ------ |
| Ким Колинс                                                        | 100 м      | 9,98 НР      | 10,13 КВ      | 1. у гр. 1    | 10,08 КВ             | 1. у гр. 3           | 10,09                |              |        |
| Ким Колинс                                                        | 200 м      | 20,20 НР     | 20,52 КВ, ЛРС | 3. у гр. 1    | 20,64                | 4. у гр. 1           | Није се квалификовао | 13 / 53 (54) |        |
| Бриџеш Лоренс                                                     | 200 м      | 20,59        | 21,16         | 6. у гр. 3    | Није се квалификовао | Није се квалификовао | Није се квалификовао | 43 / 53 (54) |        |
| Антоан Адамс³ Џејсон Роџерс Ким Колинс Антоан Адамс Бриџеш Лоренс | 4 х 100 м  |              | 38,47 НР      | 3. у гр. 2    |                      |                      | 38,49                |              |        |